# برنس
برنس (به فرانسوی: Bernes) یک منطقهٔ مسکونی در فرانسه است که در canton of Roisel واقع شده‌است. برنس ۷٫۶۱ کیلومتر مربع مساحت و ۳۱۴ نفر جمعیت دارد و ۱۱۵ متر بالاتر از سطح دریا واقع شده‌است.